# دهستان بهار
دهستان بهار دهستانی است در بخش آبکوه شهرستان قوچان در استان خراسان رضوی ایران. این دهستان در تاریخ ۲۶ آذر ۱۳۹۹ ایجاد شد. مرکز آن روستای شفیع است.